# József Attila-lakótelep (Békéscsaba)
A József Attila-lakótelep, másik, ismertebb nevén Lencsési lakótelep Békéscsaba legnagyobb lakótelepe, mintegy 19 000 ember lakóhelye. Zömében panelesített technológiával épült négy- és tízemeletes házak jellemzik, de előfordulnak sorházak, sőt családi házak is.

## Fekvése
Békéscsaba keleti felén, a városközponttól keleti, délkeleti irányban terül el, nagyjából 2–3 km-re, négyszögletes formában. Határai nyugaton a körgát és egy belvízelvezető csatorna, északon az Élővíz-csatorna. Keleten és délen nincs markáns, természetes határa, a szocialista városfejlesztési koncepció jegyében még itt is sokemeletes panelházak állnak, nincs átmenet. Tengerszint feletti magassága 81-86 méter közötti, ezzel igen alacsonyan fekvő terület. A déli részén az Öntözött-rét alkamanként belvízjárta terület.

## Története
Egészen az 1970-es évek elejéig a város határát, pusztáját jelentette a terület, csak a Lencsési út mellett sorakoztak családi házak. Az utána következő években a Dél-Alföld és a megye legnagyobb lakótelep építési programja keretében a szegedi DÉLÉP Vállalat egy teljesen új városrészt húzott fel. A nagy munka nagyjából az 1980-as évek elejére fejeződött be, megkezdődött a beköltözés. Így a mai napig egy viszonylag fiatalabb, aktív réteg lakja a lakótelepet. Mivel a panelházak egymástól viszonylag távol épültek, emiatt dús lombú parkokkal rendelkezik. A közlekedés, közbiztonság is jónak mondható, így a Lencsési lakótelep nem szenvedte el a rendszerváltás utáni időszakra jellemző "elgettósodást". Mivel nagy részben igen nagy alapterületű, döntően összkomfortos és újabb építésű lakóházakról van szó, így sok tehetős ember is itt maradt, nem szívesen költözik el.

## Népessége
Jelenleg kb. 19 000 ember otthona, az átlagnál magasabb társadalmi státuszú családok lakják, akiknek mind képzettségük, mind foglalkoztatottsági szintjük meghaladja az országos és városi átlagot. Bár a gyereklétszám csökkenőben van, még mindig fiatalabb korátlagú a terület, mint a város többi része.

## Közlekedése

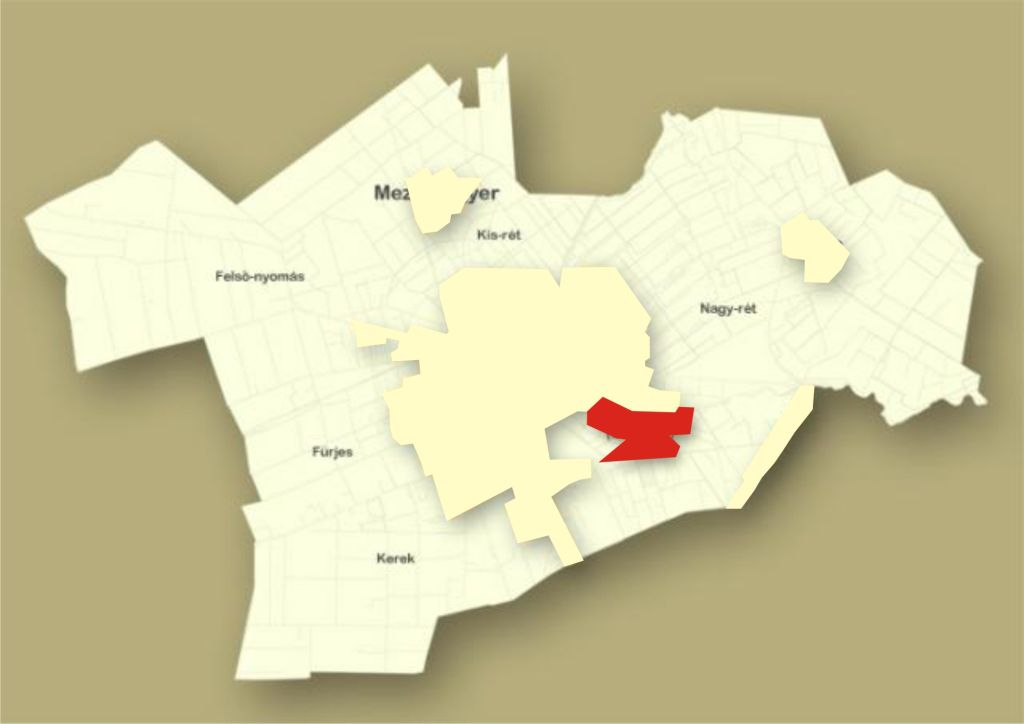
Elhelyezkedése térképen

Lásd még: Békéscsaba tömegközlekedése
A városrész közlekedése úgyszintén igen jó, a Volánbusz helyi járatként a 7-es és 17-es számú járatokat közlekedteti a lakótelepre, amik Békéscsaba legsűrűbben járó viszonylatai, szinte mindig csuklósbuszokkal. A járatok átlagosan 15 percenként közlekednek, de reggel, iskolai napokon még ennél is gyakrabban. Mivel a két járat a Lidl áruházig egy úton halad, így addig reggelenként előfordulnak 5 perces követési távolságok is. Vasútállomás legközelebb a Fényes-megálló, mivel nincs közúti összeköttetése, ezért az itt élők mind a MÁV központi pályaudvarát használják. Kerékpárút épült a Lencsési út jobb oldalán, egészen a városközponttól a lakótelep végéig, ez ideálisan szolgálja a biciklisek igényeit, amit nagyon sokan igénybe is vesznek.

## Intézmények
Korábban két általános iskola is volt a városrészben, a József Attila Általános Iskola és Alapfokú Művészeti Intézmény és a Szabó Pál Téri Általános Iskola. Mindkettő elég jó hírű, a „József” az emelt szintű testnevelésről és reál tárgyakról, míg a „Szabó” a nyelvoktatásáról és humán tárgyakról volt híres a városban. A csökkenő gyereklétszám miatt azonban 2011-ben a két intézményt összevonták, az új iskola neve Lencsési Általános Iskola és Alapfokú Művészeti Intézmény lett. A "József" épületének egyik részébe középiskola költözött, míg egy korábbi tanteremben fiókkönyvtár létesült. Ezen kívül van még a Lencsési Közösségi Ház, valamint idősek otthona is. Több bevásárlóközpont, étterem, internetkávézó is található a területen, valamint bankautomata és gyógyszertár is. Emiatt nem szükséges az itt élőknek mindenért a városba menniük.